# Granaglione
Granaglione là một đô thị ở tỉnh Bologna vùng Emilia-Romagna của Ý, có vị trí khoảng 50 km về phía tây nam của Bologna.
Đô thị Granaglione có các frazioni (Đơn vị trực thuộc, chủ yếu là các làng) of Ponte della Venturina (the most populous), Borgo Capanne, Lustrola, Casa Forlai, Casa Calistri, Molino del Pallone, Vizzero, và Biagioni.
Granaglione giáp các đô thị sau: Castel di Casio, Pistoia, Porretta Terme, Sambuca Pistoiese.